# Erythrogonia notara
Erythrogonia notara är en insektsart som beskrevs av Medler 1963. Erythrogonia notara ingår i släktet Erythrogonia och familjen dvärgstritar. Inga underarter finns listade i Catalogue of Life.